# Linda Lovelace
Linda Susan Boreman (Nueva York, 10 de enero de 1949-Denver, 22 de abril de 2002), conocida como Linda Lovelace, fue una actriz pornográfica, y escritora estadounidense.

## Datos biográficos

### Familia y primeros años
Nació en el seno de una familia de clase trabajadora. Hija de un policía, creció en Yonkers, Nueva York, donde asistió a una escuela católica. Según su autobiografía (intitulada Ordeal ("sufrimiento", en inglés), tuvo un hijo en 1969, cuando tenía 20 años, y su madre la convenció para que diera al niño en acogida hasta que estuviera preparada para cuidar de él. Más tarde, descubrió que su madre en realidad había dado al niño en adopción, y nunca más volvió a verlo. Su familia se traslada a Florida, aunque ella regresa a Nueva York en 1970. Tras verse involucrada en un grave accidente de coche, regresa a casa de sus padres en Florida, para recuperarse.

### Charles Traynor
Durante la convalecencia, conoce al pornógrafo Charles "Chuck" Traynor. Según afirmó en Ordeal, Traynor era un hombre violento y controlador que la obligó a volver a Nueva York, donde se casó con ella y se convirtió, también, en su proxeneta y manejador. Se dedica a la prostitución al mismo tiempo que inicia su carrera en la pornografía como actriz en filmes cortos, clandestinos, de bajo presupuesto y de baja calidad en formato ocho milímetros. Las temáticas eran diversas, y llegó a participar en al menos una cinta de zoofilia con un perro, llamada Dog Fucker o Dogarama (1971). Ella siempre negó haber rodado la escena del perro hasta que la aparición de la cinta original demostró lo contrario. En el 2013, Larry Revene, el camarógrafo que grabó la película, habló por primera vez acerca de ella, y afirmó que Boreman participó voluntariamente, y que no se le obligó en ningún momento. El actor porno Eric Edwards, quien estuvo presente en la filmación, afirmó también que no hubo presión alguna, y que Lovelace parecía estar cooperando voluntariamente.
En 1971, Lovelace también participó en la película Piss Orgy, con escenas de urolagnia o lluvia dorada.

### Garganta profunda
Se hizo famosa con la película pornográfica Garganta profunda (1972), dirigida por Gerard Damiano. La película, en un tono de comedia, se centra en un tipo de felación, garganta profunda, en la que Linda se había especializado mientras ejercía la prostitución: el personaje femenino descubre, con su médico, que no puede tener orgasmos porque, para sorpresa de ambos, tiene localizado el clítoris en el fondo de la garganta.[cita requerida]
Se presentó, varias veces al día, durante más de diez años en cines de la cadena Pussycat Theater, en donde ella hacía promociones como, por ejemplo, imprimir las huellas de su mano y de sus pies en la acera de hormigón, afuera del Hollywood Pussycat.[cita requerida]
Aunque inicialmente la cinta pasó inadvertida, su posterior éxito logró que la cinta pasara de proyectarse en locales clandestinos a salas de cine comerciales.  La película se volvió, tiempo después, una de las películas porno más célebres, de mayor calificación para la crítica y de mayores ventas en videocinta.[cita requerida] Apareció incluso una crítica en el New York Times. Esto hizo intervenir a las autoridades, que trataron de impedir su difusión. A la administración del presidente Richard Nixon y a sectores conservadores e integristas de la sociedad estadounidense les preocupaba el repentino interés del público por este tipo de cine.[cita requerida]

#### Juicio a Harry Reems
Tras los múltiples intentos fallidos para prohibir la cinta y de procesar al director y a los productores, finalmente lograron condenar al actor principal, Harry Reems, a cinco años de cárcel, en un juicio muy controvertido. La administración buscaba un chivo expiatorio. La FBI lo arrestó en Nueva York en julio de 1974, y se le acusó en Memphis, Tennessee, en junio de 1975 por cargos federales de conspiración para distribuir obscenidad a través de las fronteras estatales. Fue condenado en abril de 1976 junto con otras 11 personas y cuatro compañías.
Su condena se revocó tras una apelación en abril de 1977, debido a que sus actividades para la realización de la película tuvieron lugar antes de una resolución de 1973 de la Corte Suprema de los Estados Unidos, relativa a la obscenidad (Miller v. California), y a Reems se le otorgó un nuevo juicio. Los cargos en contra de Reems se levantaron en agosto.
La defensa argumentó que él era el primer actor estadounidense que era perseguido por el gobierno federal únicamente por haber aparecido en una película, y recibió el respaldo de actores y actrices reconocidos de Hollywood y de Nueva York durante el juicio: Jack Nicholson, Warren Beatty, Shirley MacLaine, Richard Dreyfuss, Colleen Dewhurst, Rod McKuen, Ben Gazzara, Mike Nichols, Julie Newmar, Dick Cavett, George Plimpton y Stephen Sondheim, quienes veían en la sentencia un ataque contra la libertad de expresión, y se inició una campaña en su favor en la que también colaboró Linda Lovelace. Jack Nicholson, Warren Beatty y Louise Fletcher dijeron que estaban dispuestos a testificar en su nombre, en el juicio. Su apelación la llevó Alan Dershowitz.[cita requerida]
Reems había sido contratado como ayudante de iluminación pero, al abandonar el actor principal el rodaje, le ofrecieron ser protagonista, con un pago de 250 dólares por un día de trabajo de actuación.

#### Éxito comercial
Todos los intentos de las administraciones por impedir la difusión de la cinta consiguieron justo lo contrario. La polémica y las diversas campañas a favor y en contra de la cinta despertaron la curiosidad imparable del público, que abarrotaba las cada vez más numerosas salas comerciales donde se exhibía. La película abrió las puertas a otras muchas del mismo género, y convirtió de repente a Linda Lovelace en un personaje público muy popular.[cita requerida]
Se cree que la cinta, producida con dinero de la mafia, ha llegado a recaudar unos 600 millones de dólares. La actriz siempre mantuvo que nunca cobró por participar en la película. Sólo su esposo recibió 1250 dólares por realizar tareas de producción.[cita requerida]

### Otras películas
Aunque continuó actuando en películas pornográficas intrascendentes (Deep Throat II, 1974; Sexual Ecstasy of the Macumba, 1975), también quiso destacar en el cine no pornográfico, con Linda Lovelace for President (1975), que resultó un fracaso.

### Divorcio y problemas de salud
Linda Lovelace se divorció en 1973 y denunció a su marido. Lo acusó de forzarla a ejercer la prostitución y la pornografía. Además, acusaba a Traynor de ser el culpable del cáncer de mama que padecía, pues era él el que la había convencido de que se aumentara los pechos mediante peligrosas inyecciones de silicona (los implantes actuales no eran habituales). También aseguraba que contrajo hepatitis durante esa operación, debido a una transfusión de sangre, aunque es probable que se contagiara a causa de las transfusiones de sangre que recibió tras su accidente de coche en 1970, cuando se dedicaba a la prostitución o en el rodaje de alguna escena porno.

### Feminismo
Tras el divorcio, pasó a militar en el feminismo radical y a ser una prominente activista antiporno, y llegó a declarar ante la Comisión del Congreso de los Estados Unidos que investigaba el mundo de la pornografía por orden del presidente Ronald Reagan. Ante la comisión declaró, acerca de Garganta profunda:[cita requerida]

"Cuando ven la película Garganta profunda, están viéndome siendo violada. Es un crimen que la película continúe exhibiéndose; había una pistola apuntando a mi cabeza todo el tiempo."
Linda Lovelace

### Segundo matrimonio
Se casó de nuevo, en 1974, esta vez con Larry Marchiano. Tras tener dos hijos, se divorciaron en 1996. En el divorcio, alegó que Larry Marchiano bebía en exceso, insultaba a sus hijos y era violento con ella.[cita requerida]

### Autobiografía y otros libros
En 1980, publicó su controvertida autobiografía, Ordeal (Ordalía o Prueba de muerte), única que admitió como legítima, ya que las dos anteriores (Dentro y Diario íntimo de Linda Lovelace, esta última de 1977) fueron escritas por escritores fantasma. En Ordeal, advertía a las jóvenes contra los peligros de dedicarse a la pornografía, y contaba cómo a ella la habían obligado a punta de pistola.[cita requerida]
En 1986, publicó un nuevo libro: Out of Bondage, que trata de su vida a partir de 1974.[cita requerida]
En el libro The Other Hollywood, declaró que se había sentido utilizada por el movimiento antipornográfico. Algunas autoras feministas habían publicado libros en los que la usaban para promoverse, sin ayudarla económicamente en ningún momento.

### Accidente y muerte
Murió el 22 de abril del 2002, en un accidente de tráfico en Denver, Colorado, donde residía desde 1990.

## Obras sobre ella
La vida de esta polémica actriz fue interpretada por la joven Amanda Seyfried en la película Lovelace: Garganta profunda (Lovelace, en el original en inglés), del 2013. El filme, que fue dirigido por Rob Epstein y Jeffrey Friedman, tuvo un presupuesto estimado en 10 millones de dólares e incluyó las actuaciones de Sharon Stone y James Franco.

## Libros
- Inside Linda Lovelace (1974)
- The Intimate Diary of Linda Lovelace (1974)
- Ordeal (1980), Linda Lovelace y Mike McGrady
- Out of Bondage (1986), Linda Lovelace y Mike McGrady
- The Complete Linda Lovelace (2001)

## Filmografía
- Dogarama (1971)
- Sex for Sale (1971)
- Peeverted (1971)
- Knothole (1971)
- Gomorrahy (1972)
- Garganta profunda (1972)
- The Confessions of Linda Lovelace (1974)
- Garganta profunda Parte II (1974), como la enfermera Linda Lovelace
- Linda Lovelace for President (1975)